# Cratere Alden
Alden è un cratere lunare di 111,44 km situato nella parte sud-occidentale della faccia nascosta della Luna.
Il cratere è dedicato all'astronomo statunitense Harold Alden.

## Crateri correlati
Alcuni crateri minori situati in prossimità di Alden sono convenzionalmente identificati, sulle mappe lunari, attraverso una lettera associata al nome.
| Alden | Coordinate             | Diametro (in km) |
| ----- | ---------------------- | ---------------- |
| B     | 20°36′00″S 113°06′36″E | 15,1             |
| C     | 22°41′24″S 111°44′24″E | 56,81            |
| E     | 23°25′12″S 112°48′36″E | 26,37            |
| V     | 22°42′00″S 110°27′36″E | 20,89            |